# Lyman Bradford Smith
Lyman Bradford Smith (Winchester, 11 settembre 1904 – Manhattan, 4 maggio 1997) è stato un botanico statunitense.
Studiò botanica negli anni venti del XX secolo all'Università di Harvard, conseguendo il dottorato di ricerca (PhD) ad Harvard nel 1930. Tra il 1928 e il 1929, lavorò per la prima volta in Brasile. La maggior parte della sua attività lavorativa fu dedicata alla tassonomia delle piante floreali del Sud America, in particolare delle bromeliaceae.  
Smith lavorò sulle Bromeliaceae per l'opera North American Flora pubblicata dal botanico americano Nathaniel Lord Britton, volume 19, n. 2 (1938) e nuovamente per l'opera Bromeliaceae of Brazil (1955) e Bromeliaceae of Colombia (1957). Nel 1962 partì per una spedizione nel Mato Grosso accompagnato dall'illustratrice botanica e ambientalista Margaret Mee insieme alla quale pubblicò, nel 1969, The Bromeliads: Jewels of the Tropics.  
Smith fu un'autorità mondiale sulle Begoniaceae e lavorò anche sulle Velloziaceae e numerose altre famiglie di piante. Smith fu curatore del Dipartimento di Botanica dello Smithsonian Institution dal 1947 fino al suo pensionamento nel 1974, ma continuò a lavorare presso lo United States National Herbarium come curatore emerito quasi fino alla sua morte. 

## Opere
Questa lista può essere incompleta.
- (EN)  L.B. Smith, The Bromeliaceae of Brazil, Smithsonian Institution Press,1955, ISBN 9780598383754
- (EN)  L.B. Smith, The Bromeliaceae of Colombia, Smithsonian Institution Press, 1957, ISSN 0097-1618 (WC · ACNP)
- (EN)  L.B. Smith e M. Mee, The Bromeliads: Jewels of the Tropics, Barnes, 1969, ISBN 0498068870
- (EN)  L.B. Smith, Begoniaceae, Smithsonian Institution Press,1986, ISBN 0598125825